# La Latette
La Latette ist eine Gemeinde im französischen Département Jura in der Region Bourgogne-Franche-Comté.

## Geographie
La Latette liegt auf 871 m, etwa 14 Kilometer östlich der Stadt Champagnole (Luftlinie). Das Bauerndorf erstreckt sich im Jura, in einer Mulde auf der Hochfläche südlich des Val de Mièges nahe der Jurakette der Haute Joux.
Die Fläche des 5,89 km² großen Gemeindegebiets umfasst einen Abschnitt des französischen Juras. Das gesamte Gebiet wird von einer Hochfläche eingenommen, die durchschnittlich auf 880 m liegt. Sie steigt gegen Süden allmählich an, weist nur sehr geringe Reliefunterschiede auf und ist hauptsächlich von Wies- und Weideland bedeckt. Auf einer Kuppe nahe beim Gehöft Grange du Fresne wird mit 971 m die höchste Erhebung von La Latette erreicht. Die Hochfläche besitzt keine oberirdischen Fließgewässer, weil das Niederschlagswasser im verkarsteten Untergrund versickert.
Nachbargemeinden von La Latette sind Longcochon und Mignovillard im Norden, Cerniébaud im Südosten, Fraroz im Süden sowie Rix im Westen.

## Geschichte
Im Mittelalter gehörte La Latette zur Herrschaft Nozeroy. Die Ortschaft wurde 1639 durch Plünderungszüge des Herzogs Bernhard von Sachsen-Weimar in Mitleidenschaft gezogen. Zusammen mit der Franche-Comté gelangte La Latette mit dem Frieden von Nimwegen 1678 an Frankreich.

## Bevölkerung
| Jahr                       | 1962 | 1968 | 1975 | 1982 | 1990 | 1999 | 2004 | 2017 |
| Einwohner                  | 119  | 101  | 85   | 72   | 72   | 77   | 70   | 73   |
| Quellen: Cassini und INSEE |      |      |      |      |      |      |      |      |

Mit 77 Einwohnern (Stand 1. Januar 2022) gehört La Latette zu den kleinsten Gemeinden des Départements Jura. Nachdem die Einwohnerzahl in der ersten Hälfte des 20. Jahrhunderts markant abgenommen hatte (1886 wurden noch 217 Personen gezählt), wurden seit Beginn der 1980er Jahre nur noch geringe Schwankungen verzeichnet.

## Wirtschaft und Infrastruktur
La Latette war bis weit ins 20. Jahrhundert hinein ein vorwiegend durch die Landwirtschaft, insbesondere Milchwirtschaft und Viehzucht geprägtes Dorf. Noch heute leben die Bewohner zur Hauptsache von der Tätigkeit im ersten Sektor. Außerhalb des primären Sektors gibt es keine Arbeitsplätze im Dorf. Einige Erwerbstätige sind auch Wegpendler, die in den umliegenden größeren Ortschaften ihrer Arbeit nachgehen.
Die Ortschaft liegt abseits der größeren Durchgangsstraßen an einer Departementsstraße, die von Bief-des-Maisons nach Mignovillard führt. Weitere Straßenverbindungen bestehen mit Rix-Trébief, Longcochon und Cerniébaud.